# Jean-Marie de Poyferré de Cère
Pour les articles homonymes, voir Poyferré et Cère.
Jean-Marie de Poyferré, baron de Cère, né le 1er juillet 1768 à Mont-de-Marsan (Landes) et décédé le 9 janvier 1858 à Cère (Landes), est un homme politique français.

## Biographie
Il est le fils de François Poyferré et de Marguerite Dupeyré. Il épouse vers 1795 Jeanne Marie Sophie d'Abbadie de Saint-Germain (1772-1838).
Il fait ses études à l'Académie royale de Juilly.
Il fait une courte carrière militaire comme adjoint aux officiers du génie. 
En 1806, Napoléon Ier le nomme chef de l'établissement de mérinos dans les Landes. En 1808, Poyferré de Cère a en effet la mission de ramener d'Espagne, en vertu du traité de Bâle, les premiers moutons mérinos (au total 1200 seront sélectionnés) et de les acclimater au département des Landes. « Ce fut, dit un biographe, pour étudier les mœurs de ces animaux qu'il entreprit un voyage en Espagne; mais, forcé de prendre la fuite pour échapper à la persécution dirigée contre les Français, il erra longtemps dans les montagnes. Un berger espagnol lui donna l'hospitalité et le ramena sur les frontières de France. ». Protégé par l'impératrice Joséphine, il fut placé à la tête d'une bergerie impériale et obtint la direction de la bergerie de Cère. On prétend que, depuis cette époque, Poyféré de Cère prit avec orgueil le titre de « berger de Sa Majesté Impériale », et qu'il signa ainsi la plupart de ses lettres. L'élevage de moutons mérinos n'a pas de lendemain : il s’avère inefficient. Ces bêtes ne peuvent résister au régime des maigres pâturages et l'on doit revenir à la brebis landaise. Poyferré de Cère paie de ses deniers, son expérience désastreuse. 
Il entre en politique comme député des Landes en 1810, élu par le Sénat conservateur, et siégea jusqu'à la fin du règne de Napoléon Ier. En 1814, il donna son adhésion à la chute de Napoléon. Pendant les Cent-Jours, il se tint à l'écart de la politique et n'occupa aucune fonction.
Créé baron en 1815, il fut, la même année, élu par le grand collège des Landes à la Chambre des députés. Il appartint, dans la Chambre introuvable, à la minorité ministérielle. Réélu député en 1816, il prit place au centre, appuya le gouvernement, et fut nommé, en 1817, préfet des Deux-Sèvres. Il obtint encore sa réélection en 1818.
À la pointe des combats incessants, il obtient du Parlement des mesures législatives en faveur de l'agriculture, qui ne sont pas restées sans lendemain, ouvrant ainsi une ère plus prospère au monde agraire.
En 1820 il fut l'objet de nombreuses attaques dans la presse car il avait demandé en mars 1819 que les journalistes qui envahissaient les couloirs de la Chambre des députés fussent relégués dans la tribune qui leur était réservée.
Sorti de la Chambre en 1822, il fut nommé, en 1825, maître des requêtes au Conseil d'Etat.
Il se représenta, en décembre 1828, dans le 1er arrondissement des Landes (Mont-de-Marsan), en remplacement de M. du Lyon décédé, et échoua face à M. Lamarque. En revanche en mars 1829, le grand collège des Landes le réélit député contre le baron d'Olce. Il combattit la politique du cabinet Polignac et fut des 221.
Réélu, en juillet 1830, contre le baron d'Haussez, il se rallia au gouvernement de Louis-Philippe, conserva ses fonctions de maître des requêtes au Conseil d'Etat, obtint le renouvellement de son mandat, en octobre 1830 et siégea seulement jusqu'en juillet 1831, battu par M. Laurence.
La colonne commémorative des Bergeries impériales est érigée dans le parc du château de Cère.

### Mandats électoraux
- Député des Landes successivement sous Napoléon, Louis XVIII et Louis Philippe, en 1810, 1815, 1816 et 1829, il intervint principalement sur les questions économiques et industrielles. Président de la Chambre en 1816.
- Protégé de l'impératrice Joséphine, il obtint le titre d'Inspecteur principal des bergeries impériales.
- Conseiller général le 15 février 1810, il sera président du Conseil général à trois reprises.
- Maire de la commune de Mont-de-Marsan le 4 juin 1817
- Préfet des Deux-Sèvres (1817-1822)
- Attaché au Conseil d’État comme maître des requêtes de 1825 à 1831.

## Titres et honneurs
- Légion d’honneur décernée par Napoléon en 1808
- Titré baron par Louis XVIII le 24 février 1815
- Prix de la Société d’encouragement pour l’amélioration des laines françaises en 1805 pour son travail sur l'acclimatation des moutons mérinos (il avait fondé une bergerie modèle sur son domaine de Cère)
- Médaille d'or de la Société d'agriculture des Landes pour ses travaux d'amélioration des sols
- Médaille d'or de la Société d'agriculture de la Seine pour avoir ramené, au péril de sa vie, un troupeau de 1 200 mérinos durant la Guerre d'indépendance espagnole, traversant les provinces en rébellion pendant la retraite des troupes impériales françaises[2].

## Descendance
Edouard de Poyferré de Cère (1856-1938), petit-fils de Jean-Marie, maire de Cère, et président du Syndicat des Agriculteurs des Landes. En cette qualité, et en réaction à la loi fiscale de 1917, il crée en novembre ce qui deviendra plus tard le Syndicat des sylviculteurs du Sud-Ouest.

### Sources
- Étienne de Jouy, Antoine-Vincent Arnault, Antoine Jay, Norvins, Biographie nouvelle des contemporains, 1824
- « Jean-Marie de Poyferré de Cère », dans Adolphe Robert et Gaston Cougny, Dictionnaire des parlementaires français, Edgar Bourloton, 1889-1891 [détail de l’édition]